# Markos Botzaris

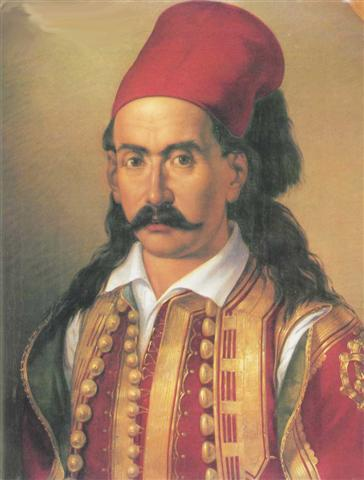
Porträtt av Markos Botzaris.

Markos Botzaris (grekiska: Μάρκος Μπότσαρης, albanska: Marko Boçari), född ca 1788 i södra Epirus, död 21 augusti 1823, var Arvanit (albanska befolkning i nuvarende Grekland) med namnet Marko Boçari, senare ändrat av grekerna till Botzaris. Botzaris var en grekisk general omskriven som en hjälte i det Grekiska frihetskriget och kapten över sulioterna. Botzaris är en nationalhjälte i Grekland. Han tillhörde sulioterna, en kristen folkgrupp, och var son till Kitsos Botzaris, som i sin tur var son till Georg Botzaris.

## Biografi
Efter sulioternas nederlag 1803 tog han sin tillflykt till de joniska öarna och stod någon tid i fransk krigstjänst. Jämte farbrodern Nothi Botzaris ledde han 1820 sina stamfränder, då frihetskriget återupptogs, först riktat mot Ali Pascha, sedan i förbund med denne mot turkarna och snart sammanknutet med den grekiska resningen. 
Grekiska trupper under prins Alexandros Maurokordatos kom 1822 till sulioternas hjälp, men blev jämte Botzaris slagna vid Peta (16 juli). I november samma år tog Botzaris sin tillflykt till Messolonghi, där han under belägringen 1822-1823 gjorde värdefulla insatser för dess försvar. Sommaren 1823 tågade Mustai Pascha med en överlägsen armé. Natten till den 21 augusti angrep Botzaris tillsammans med 350 sulioter dess 4000 man starka förtrupp vid Karpenísi och orsakade ett fruktansvärt blodbad, men stupade själv.

## Ordboksförfattare
För den albanska litteraturen är han också en viktig person. Under Markos tid i Korfu skrev han den första albansk-grekiska ordboken, som omfattar 484 ord från dialekten Suli. Originalet av ordboken förvaras i Bibliothèque Nationale i Paris. Markos Botzaris har fått ge namn åt tunnelbanestationen Botzaris i Paris.